# 淮南节度使
淮南节度使，唐朝在淮南道设立的节度使。
至德元载（756年）设置，治所在扬州。管辖扬州、楚州、滁州、和州、庐州、寿州、舒州、光州、蕲州、安州、黄州、申州、沔州。十二月，安州、申州归淮西节度使。759年，沔州归鄂沔节度使，寿州、蕲州、黄州归淮西节度使。760年，设淮南东道节度使。781年，增泗州，783年，寿州设团练使，784年，寿庐濠设都团练使，788年，寿庐濠泗归徐泗濠节度使。799年，安州归安黄道。800年，泗濠道，滁州、和州、庐州、舒州设团练使。807年，罢寿州，818年增光州，申州归鄂沔节度使，821年，增宿州，833年，宿州归武宁节度使。862年，增加濠州，863年，濠州归徐泗节度使。870年，增泗州。
淮南节度使长期管辖扬州、楚州、滁州、和州、庐州、寿州、舒州。相当于江苏省安徽省长江以北、淮河以南的地区。景福二年（892年）杨行密割据，天复二年（902年）杨行密为吴王，即五代十国的吴国。904年，滁州、庐州、和州、舒州设团练使，光州设防御使。

## 历代節度使
- 李琦（756年）（遥领）
- 李成式（756年）
- 高适（756年—757年）
- 刘展（760年，未任）
- 邓景山（757年—761年）
- 王玙（761年）
- 崔圆（761年—768年）
- 韦元甫（768年—771年）
- 张延赏（771年—773年）
- 陈少游（773年—784年）
- 李谊（李谟）（783年—784年）（遥领）
- 杜亚（784年—789年）
- 窦觎（789年）
- 杜佑（789年—803年）
- 王锷（803年—808年）
- 李吉甫（808年—810年）
- 李鄘（810年—817年）
- 卫次公（817年—818年）
- 李夷简（818年—822年）
- 裴度（822年）（未就任）
- 王播（822年—827年）
- 段文昌（827年—830年）
- 崔从（830年—832年）
- 牛僧孺（832年—837年）
- 李德裕（837年—840年）
- 李绅（840年—842年）
- 杜悰（844年）
- 李绅（844年—846年）
- 李让夷（846年—847年）
- 崔郸（847年—850年）
- 李珏（850年—852年）
- 杜悰（852年—855年）
- 崔鉉（855年—862年）
- 令狐綯（862年—868年）
- 马举（868年—870年）
- 李蔚（870年—874年）
- 刘鄴（874年—879年）
- 高骈（879年—887年）
- 秦彦（887年）
- 朱全忠（887年—889年，遥领）
- 杨行密（887年—888年）
- 孙儒（888年—891年）
- 杨行密（892年—905年）
- 杨渥（905年—908年）
- 杨隆演（908年—920年）
- 杨溥（920年—927年，称帝）

南唐
- 李景遂（937年—943年）
- 李弘冀（943年—950年）
- 周宗（950年—955年）
- 冯延鲁（955年—956年）
- 朱匡业（960年）

后周-宋
- 向训（956年—957年）
- 慕容延钊（958年—959年）
- 李重进（959年—960年）
- 石守信（960年）
- 李处耘（960年—962年）
- 楚昭辅（962年—971年）
- 边珝（972年）
- 段思恭（974年—975年）
- 侯陟（975年）
- 侯赟（975年）